# Camooweal Airport
Camooweal Airport är en flygplats i Australien. Den ligger i kommunen Mount Isa och delstaten Queensland, omkring 1 700 kilometer nordväst om delstatshuvudstaden Brisbane.
Trakten runt Camooweal Airport är nära nog obefolkad, med mindre än två invånare per kvadratkilometer..
Trakten runt Camooweal Airport består i huvudsak av gräsmarker. Genomsnittlig årsnederbörd är 468 millimeter. Den regnigaste månaden är februari, med i genomsnitt 139 mm nederbörd, och den torraste är juni, med 1 mm nederbörd.